# فدراسیون کاراته ایران
فدراسیون کاراته ایران (انگلیسی: Iran Karate Federation) در دو بخش آزاد و کنترلی نهاد حاکم در کاراته ایران می‌باشد. ایران یکی از قدرت‌های کاراته در جهان می‌باشد.

## لیست سبک‌ها و رؤسای سبک
این فهرست آخرین بار در سال ۲۰۲۱ میلادی به روزرسانی شده است و در مجموع شامل ۱۱۹ سبک است.
چهار سبک اصلی کاراته:
1. وادوریو (Wado-ryu)
2. گوجوریو (Goju-ryu)
3. شیتوریو (Shito-ryu)
4. شوتوکان (Shotokan)

### سبک‌های کنترلی[۳]
1. WMMF (ابوالحسن کیا)
2. IMA (رشید خدابخش)
3. انجمن کان ذن ریو (محمد آرین خو)
4. ایشین ریو (مهرداد نخعی)
5. ایشین ریو اوکیناوایی (علیرضا پورنجمی)
6. ایشین ریو شیدوکان (سیدسعید حسینی)
7. پرشین کاراته (حسین ابراهیمی)
8. سایتوها شیتوریو (امیر مهدوی)
9. سبک ICKA (مسعود رهنما بهمبری)
10. سی شین ریو (سیدمحمد صفی وند)
11. شوتوکان FSK (علی اصغر پور ابراهیم)
12. شوتوکان IKD (علیرضا حیدری)
13. شوتوکان JKS (کیکاوس سعیدی)
14. شوتوکان JSKA (محمد بهرامی)
15. شوتوکان SKI (منوچهر اصلانیان)
16. شوتوکان WJKA (حسین دهقانی)
17. شوتوکان WSKF (احمد صافی)
18. شوتوکان WUKA (سعید فرد نورمحمدنیا)
19. شوتوکان ادونس (جمال الدین نکوفر)
20. شوتوکان آسای ریو ایران (سیدعلی باهری اسکویی)
21. شوتوکان ایران (غلامرضا دباغیان)
22. شوتوکان تن شین کان (علیرضا منفرد)
23. شوتوکان ریو بوکای (منوچهر حاجی محمدیان)
24. شوتوکای (نسرین فرهی مقدم)
25. شورین ریو سیبوکان (علیرضا محرابی)
26. شیتوریو JKS (علی شاکری)
27. شیتوریو ایتوسوکای (علیرضا سمندر)
28. شیتوریو ایران (علیرضا احسانی)
29. شیتوریو اینویی‌ها (محسن آشوری)
30. شیتوریو بودوکای (لطیف نبی زاده)
31. شیتوریو سی شین کای (نصراله کاکاوند)
32. شیتوریو شوبوکان (حسن بهزادی)
33. شیتوریو شوکوکای کاراته (ارسلان خزلی)
34. شیتوریو شوکوکای یونیون (محمد متقیان نژاد)
35. شیتوریو شیتوکای (حسین شهرباف)
36. شیتوریو کن شی کان (سیداسماعیل خادمیان)
37. شیتوریو کوبه اوزاکا (محمدعلی مردانی)
38. شیتوریو کوجی دو (گودرز کمانگیر)
39. شیتوریو گوشین ریو (یوسف عطایی)
40. شیتوریو هایاشی‌ها (سیدعباس احمدپناهی)
41. شیتوریواینترنشنال (فاطمه مسطوره بک)
42. شین دای (فاطمه سادات صاحبکار)
43. فودوکان کاراته (لویک نظریانس)
44. فوناکوشی شوتوکان (سیروس شیری پور)
45. کان ذن ریو (جمشید سلیمی)
46. گوجوریو اوکیناوایی IOGKF (فرشاد زین‌ساز فندقی)
47. گوجوریو IMA (اسفندیار زیال)
48. گوجوریو اوکیناوایی (سلیمان مهدی‌زاده)
49. گوجوریو سی واکای (ابراهیم توپا اسفندیاری)
50. گوجوریو گوجوکای (علی اکبر محمدی بقا)
51. گوجوریو واتانابه‌ها (جمشید انصاری)
52. گوجوکایJKF /کن بوکان (ایرج تیمورنژاد)
53. وادوریو (محمد بهبودی)
54. وادوریو بین‌الملل (مهرانگیز مصوری)
55. وادوکان (محمدباقر آقامیری)

### سبک‌های آزاد:[۴]
1. اسپرت جوجیتسو کاراته (نصراله کاکاوند)
2. آشی هارا (حسین نگینی)
3. انشین (شاهرخ غله دار)
4. اویاما کاراته (سیدحسین مقدسی)
5. آی کی کاراته دو (امیرحسین امیری)
6. بودو کیوکوشین (عباس نگینی)
7. بودوکای دو (علی خرمی)
8. بوشیدو کیوکوشین کاراته (سعید کردلو)
9. پرفکت کیوکوشین (سیدحسام مکی زاده)
10. سیدحسام مکی زاده (مجتبی دانشفر)
11. تاپ کاراته (رضا کبیری صدر)
12. تاتاکای کیوکوشین (فرامرز قوام)
13. جوکای دو (علی اکبر دهنوی)
14. جیسن کاراته یونیون (امیر شریفی)
15. چانبارا (امیر مصدق)
16. دای دو ایران (مجید باغدارنیا)
17. ذن دو کای (محمود ولی مراد)
18. سان شین دو (منصور حقیقی)
19. سانشوکای کاراته (محسن داورزنی)
20. سوکیوکوشین (وحید بهرمان)
21. سی دو کان (حسن شعفی)
22. شورین کمپو کای کان (سیدمحمد صالحی)
23. شیدوکان (مجید حنایی مقدم)
24. شین تای ساباکی (عبدالرضا حویزاوی)
25. شین‌دن‌کای (حمید سلطانی)
26. شین دو کیوکوشین (بهمن صفی حصاری)
27. شین ذن کیوکوشین (آرش استدآبادی)
28. شین رزم ذوالفقار (غلام عباس خوانساری)
29. شین کیوکوشین (احمد شقاقی)
30. فول کیوکوشین بوکسینگ (امیرهوشنگ حاجی مرادی)
31. کن شین کان (صابر شقاقی)
32. کنتاکت کاراته (عسگر آزادیان)
33. کیوکوشین IKU (بهروز علیزاده ثانی)
34. کیوکوشین KWF (محمد منصوری فرد)
35. کیوکوشین UFK (علیرضا احمدی)
36. کیوکوشین WKB (ودود مجرد شهریور)
37. کیوکوشین WKO (جمشید پارسیامهر)
38. کیوکوشین WSKU (مرتضی شهری)
39. کیوکوشین اروپا (منوچهر وحیدی)
40. کیوکوشین اویاما (علی سلمان ضیایی)
41. کیوکوشین ایچی گکی (سیدداود محمدی)
42. کیوکوشین ایران (سیدمرتضی خوشی)
43. کیوکوشین بایاکورن (احمد شقاقی)
44. کیوکوشین پروفی (محمود ولی مراد)
45. کیوکوشین تزوکا (محمدرضا آذوغ)
46. کیوکوشین ریو ایران (افشین ترک پور)
47. کیوکوشین ساباکی (فرهاد سهرابی)
48. کیوکوشین ساکاماتو (فریدون فیروزی)
49. کیوکوشین سنتی (احمد پورمحسنی)
50. کیوکوشین شین دن کای کاراته (محمدرضا خرم)
51. کیوکوشین کاراته اوکیناوایی (احمد علیرضایی)
52. کیوکوشین کاراته سی بوکای (جعفر سهاون)
53. کیوکوشین کان (داود دانشفر)
54. کیوکوشین کانامورا یونیون (عبدالنبی عقیلی اصل)
55. کیوکوشین کنپو کای کان wkko ( غلامرضا کاتبی)
56. کیوکوشین کاماکورا ibk ( غلامرضا کاتبی)
57. کیوکوشین ماتسوشیما (محسن آشوری)
58. کیوکوشین ماتسویی (مسعود همایون پور)
59. کیوکوشین ناکامورا (علی عسگری)
60. کیوکوشین یاسودا (حجت عبدی)
61. کیوکوشین یونیون (حسین افراسیابی)
62. هون کیوکوشین (محمد سوادکوهی)
63. یوگه ریو (علی جعفرخانی)